# Гамолов Назар Андріойвич
Назар Андріойвич Гамолов (нар. 30 січня 2006, Хмельницький, Україна) — український футболіст, нападник футбольного клубу «Буковина-2».

## Життєпис
Вихованець ДЮСШ-1 та ДЮСШ «Поділля» (Хмельницький), за які з 2019 по 2022 роки виступав у ДЮФЛУ, провівши 28 матчів (4 голи). Після чого в складі юнацько-молодіжної команди хмельницького «Поділля» виступав в обласному чемпіонаті — 24 матчі (10 голів) та у всеукраїнській лізі юніорів — 28 матчів (13 голів). У березні 2024 року дебютував у першій команді рідного «Поділля», а загалом в їх складі провів 11 поєдинків у першій лізі України та 2 матча в рамках національного кубка. З сезону 2025/26 виступає за фарм-клуб чернівецької «Буковини».